# 梅氏錐齒獸
梅氏錐齒獸（學名Messelobunodon）是一屬已滅絕的偶蹄目。生活在大约4700万年前的中始新世。梅氏錐齒獸前腿短，后腿长，尾巴极长。梅氏錐齒獸以植物和蘑菇为食，生活在茂密的森林中。